# 田坂輝敬
田坂 輝敬（たさか てるよし、1908年（明治41年）5月27日 - 1977年（昭和52年）1月18日）は新日本製鐵株式會社の第三代目の社長。
1976年（昭和51年）6月29日 新日本製鐵株式會社の第三代目社長に就任。
1977年（昭和52年）1月18日 膵臓癌にて逝去。

## 略歴
- 1908年（明治41年）5月27日 愛媛県越智郡今治町（現今治市）大字本町で生まれる。
- 1915年（大正4年）4月 今治第二尋常小学校入学
- 1921年（大正10年）3月 今治第二尋常小学校卒業
- 1921年（大正10年）4月 愛媛県立今治中学校入学
- 1926年（大正15年）3月 同校卒業
- 1926年（大正15年）4月 松山高等学校入学
- 1929年（昭和4年）3月 同校文科甲類卒業
- 1929年（昭和4年）4月 東京帝国大学入学
- 1933年（昭和8年）3月 東京帝国大学法学部法律家卒業
- 1934年（昭和9年）7月 野村生命保険株式会社入社
- 1938年（昭和13年）12月 野村生命保険株式会社退社
- 1939年（昭和14年）2月 理化学興業株式会社入社
- 1941年（昭和16年）7月 会社合併による理研工業株式会社に入社 同社庶務課長
- 1942年（昭和17年）6月25日 同社退社
- 1942年（昭和17年）7月7日 日本製鐵株式會社入社、本社総務局総務課勤務
- 1950年（昭和25年）4月1日 企業再建整備法による第二会社富士製鐵株式會社へ引継ぎ 本社総務部長兼本社労働部長
- 1957年（昭和32年）5月30日 同社取締役本社販売部長兼本社企画部長
- 1960年（昭和35年）6月30日 同社常務取締役
- 1962年（昭和37年）5月26日 同社代表取締役副社長
- 1970年（昭和45年）八幡製鐵・富士製鐵合併後の新日本製鐵株式會社代表取締役副社長
- 1976年（昭和51年）新日本製鐵株式會社代表取締役社長
- 1977年（昭和52年）膵臓腫瘍のため逝去（享年68歳）

## 主な公職団体歴
- 日本鉄鋼連盟理事
- 日本鉄鋼輸出組合理事
- 経済同友会幹事
- 経済団体連合会常任理事
- 通商産業省貿易会議専門委員
- 東京大学経済学部非常勤講師
- 日本鋼構造協会理事
- 日本ステンレス協会会長
- 日本経営者団体連盟常任理事
- 国際鉄鋼協会副会長

## 賞罰
- 1964年（昭和39年）10月28日 藍綬褒章受章
- 1977年（昭和52年）1月31日 従三位勲一等瑞宝章（追贈）

## その他
- 座右の銘は「清心寡欲」。
- 岸信介首相の長男の岸信和の中学時代に家庭教師をしていた。
- 風貌はハンフリー・ボガートを彷彿とさせた。